# 布拉日尼科夫湾
布拉日尼科夫湾（俄语：Бухта Бражникова）是阿穆尔湾的海湾，属滨海边疆区符拉迪沃斯托克城区管辖，入口宽2.2公里，面积2.14平方公里，深达2.6米，岸长4.3公里。博加塔亚河注入它。它以俄国水文学家和鱼类学家弗拉基米尔·康斯坦丁诺维奇·布拉日尼科夫命名。